# Cryptophagus corticinus
Cryptophagus corticinus es una especie de escarabajo del género Cryptophagus, familia Cryptophagidae. Fue descrita científicamente por Thomson en 1863.
De distribución holártica. Mide 2.1-2.7 mm.